# Gmina Gąbin
Die Gmina Gąbin [ˈgɔmbʲin] ist eine Stadt-und-Land-Gemeinde im Powiat Płocki der Woiwodschaft Masowien in Polen. Ihr Sitz ist die gleichnamige Stadt (deutsch Gombin) mit etwa 4100 Einwohnern.

## Geographie
Die Gemeinde liegt im Westen der Woiwodschaft, 120 Kilometer nordwestlich von Warschau. Nachbargemeinden sind die Stadt Płock sowie Łąck, Słubice und Słupno im Powiat Płocki sowie Pacyna, Sanniki und Szczawin Kościelny im Powiat Gostyniński. Nordgrenze der Gmina bildet die Weichsel.

## Geschichte
Die Landgemeinde wurde 1973 aus verschiedenen Gromadas gebildet. Stadt- und Landgemeinde wurden 1990/1991 zur Stadt-und-Land-Gemeinde zusammengelegt. Ihr Gebiet gehörte bis 1975 zur Woiwodschaft Warschau und zum Powiat Gostyniński. Es kam dann bis 1998 zur Woiwodschaft Płock, der Powiat wurde in dieser Zeit aufgelöst. Zum 1. Januar 1999 kam die Gemeinde zur Woiwodschaft Masowien und Powiat Płocki.
Bis 1954 bestand die Landgemeinde Gmina Dobrzyków, die in Gromadas aufgelöst wurde.

## Gliederung
Die Stadt-und-Land-Gemeinde (gmina miejsko-wiejska) Gąbin besteht aus der Stadt selbst und Dörfern mit 27 Schulzenämtern (sołectwa):
- Borki
- Czermno
- Dobrzyków
- Grabie Polskie
- Guzew
- Górki
- Góry Małe
- Jadwigów
- Jordanów
- Kamień-Słubice
- Karolew
- Konstantynów
- Koszelew
- Kępina
- Lipińskie
- Ludwików
- Nowa Korzeniówka
- Nowe Grabie (Deutsch Grabie)
- Nowe Wymyśle (Deutsch-Wymysle)
- Nowy Kamień
- Nowy Troszyn (Deutsch Troschin)
- Okolusz
- Piaski
- Plebanka
- Potrzebna
- Przemysłów
- Rumunki
- Stara Korzeniówka
- Stary Kamień
- Strzemeszno
- Topólno
- Troszyn Polski

## Ehemaliges Bauwerk
Der Sendemast Konstantynów war mit 646,38 Metern von 1974 bis zum Einsturz 1991 das höchste errichtete Bauwerk der Welt. Der zentrale Langwellensender des polnischen Rundfunks war nicht freistehend, sondern mit Seilen abgespannt. Konstantynów liegt sechs Kilometer südöstlich von Gąbin.

## Verkehr
Auf Gemeindegebiet verlaufen die Woiwodschaftsstraßen DW574, DW575 und DW577.
Der nächste internationale Flughafen ist Warschau.